# تكنيشيوم (99م تك) فانوليسوماب
تكنيشيوم (99م تك) فانوليسوماب هو جسم مضاد وحيد النسيلة فأري تنتجه بالاتين تكنولوجيس (Palatin Technologies) تحت اسم تجاري هو نيوتروسبيك (NeutroSpec) ليستخدم في تشخيص التهاب الزائدة الدودية. يحتوي على النظير المشع تكنيشيوم 99م ((99متك)).
حصل الدواء على موافقة إدارة الغذاء والدواء الأمريكية في حزيران 2004، لكن المنتج رصد حالتي وفاة و15 حالة رد الفعل السلبي مهددة للحياة تشمل الأعراض ضيق النفس وانخفاض ضغط الدم وتوقف القلب مما أدى إلى إيقاف تسويق نيوتروسبيك في كانون الأول 2005.

## روابط خارجية
- تكنيشيوم (99متك) فانوليسوماب في موقع مايكرومدكس